# Дзаламидзе, Николоз
Николоз (Ника) Дзаламидзе (6 января 1992, Очамчира) — грузинский футболист, полузащитник.

## Биография
Воспитанник клуба «Мглеби» Зугдиди, в котором начал профессиональную карьеру в сезоне 2007/08. В конце 2009 года перешёл на правах аренду в российский ЦСКА. За молодёжный состав в 2010 году сыграл 21 матч, забил два гола. Затем играл в Польше — за «Видзев» Лодзь (2011, аренда), «Ягеллонию» Белосток (2012—2015), «Гурник» Ленчна (2016—2017), турецкий «Ризеспор» (2015—2016), румынский «Ювентус» Бухарест (2017), «Динамо» Тбилиси (март — июнь 2018). 1 июля 2018 перешёл в клуб российской ФНЛ «Балтика».